# Rupakot Majhuwagadhi
Rupakot Majhuwagadhi (Nepali रुपाकोट मझुवागढी) ist eine Stadt (Munizipalität) im Osten Nepals im Distrikt Khotang.
In Diktel befindet sich die Distriktverwaltung. Die Stadt entstand 2014 durch Zusammenlegung der Village Development Committees Bamrang, Diktel, Kahalle und Laphyang. Das Stadtgebiet umfasste zu diesem Zeitpunkt 70,13 km².
Die Stadt hieß ursprünglich Diktel, wurde aber am 10. März 2017 umbenannt, nachdem weitere VDC eingemeindet wurden. Damit wuchs die Stadt auf eine Fläche von 246 km² und insgesamt knapp 47.000 Einwohner.

## Einwohner
Bei der Volkszählung 2011 hatten die VDCs, aus welchen die Stadt Diktel entstand, 17.793 Einwohner (davon 8414 männlich) in 3858 Haushalten.